# Markies met de baldakijn

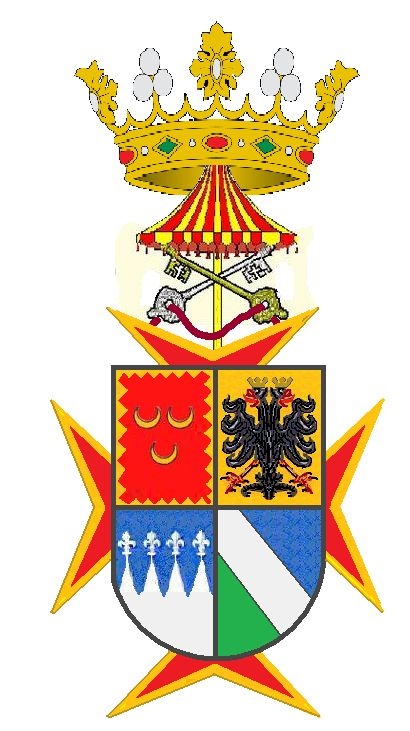
Het vermeerderde wapen met baldakijn en markiezenkroon op het Grootkruis in de Orde van Sint Stefanus paus en martelaar

De titel Markies met de baldakijn is een titel uit de Romeinse adel. Behalve de Italiaanse koning hebben ook de pausen adeldom verleend. Het voorrecht om een baldakijn als pronkstuk boven het wapen te plaatsen komt toe aan die prinsen en markiezen, zij moeten hoofd van hun geslacht zijn, die uit een familie stammen die een paus hebben voortgebracht.

## Verlening
Adelrechtelijk gezien is de paus een gekozen koning. Zijn broers en zusters zijn volgens de nog steeds geldende regels van de Bul Urbem Romam prinsen. Zij en hun nakomelingen dragen een baldakijn met de sleutels van de heilige Petrus als pronkstukken in hun wapen. In een aantal gevallen dragen niet prinsen maar markiezen de baldakijn als pronkstuk in hun wapen. Ze zijn "Nobile di baldacchino" en meer in het bijzonder "Marchese di Baldacchino". De families Patrizi, Serlupi, Sacchetti en Theodoli zijn markizaten met de baldakijn.

## Voorrechten
Een markies met de baldakijn wordt met de titel "Don" aangesproken. Deze markiezen en markiezinnen worden net als de hertogen en de prinsen met Don en Donna aangesproken en dragen de titel "excellentie". De titel wordt alleen door het hoofd van de familie gedragen..
De markiezen met de baldakijn hebben aan het pauselijk hof de voorrechten van een prins. Hun echtgenoten mogen tijdens een audiëntie de paus begroeten met een gedeeltelijk afgestroopte linkerhandschoen waar de prinsessen hun handschoen in de hand mogen houden. De markies heeft het recht om de paus te groeten.
Een pauselijk baldakijn op het wapenschild zelf is het voorrecht van de erfelijk drager van de pauselijke baldakijn. Dit voorrecht maakt van de drager geen markies, of prins MET de baldakijn.
Het Koninkrijk Italië heeft wettelijke regels rond het predicaat Don vastgesteld. Deze ordonnantie erkent de gelijkwaardigheid van de markiezen met de baldakijn en de prinsen en hertogen. Het Vaticaan neemt het standpunt in dat er sprake is van gewoonterecht. De Italiaanse wetgeving rond de adel is niet langer geldig. Ook deze regels zijn voor de adel in Italië enkel gewoonterecht geworden.

## De ontstaansgeschiedenis
Het begrip is niet erg oud. Het is terug te voeren op de 17e eeuw toen een Markies Gaudenti een aantal van de bijzonder voorrechten van de hogere adel opeiste. In 1630 eiste Bernardino Naro na het verwerven van het markizaat van Mustiolamet de mededeling dat zijn familie al sedert mensenheugenis de baldakijn en het bidkussen gebruikten, een bijzondere positie op.
Na de Napoleontische oorlogen was positie van een markies met de baldakijn onomstreden. Het pauselijk protocol maakte duidelijk onderscheid tussen deze markiezen en de "gewone" markiezen.

## De families
De families die de rechten van de markiezen met de baldakijn zouden kunnen opeisen zijn in de regelgeving niet precies benoemd of opgesomd. De sociale structuur van de Romeinse adel werd gezien als de arbiter van de rechten van de adellijke geslachten. Wanneer er eenstemmigheid was over de positie van een familie dan was de positie die dit geslacht innam. De senatoriale waardigheid in Rome, de bisschoppen, kardinalen, prinsen en hertogen in de familie en in het voorgeslacht spelen een rol.
De leden van de patricische geslachten der Patrizi Naro Montoro, Theodoli, Capranica del Grillo, Costaguti, Falconieri, Massimo, Sacchetti, Serlupi, en Riccini, Soderini  worden met Don aangesproken.
In de meeste gevallen berust de positie van Markies met de baldakijn op het gewoonterecht. Alleen bij de Sacchetti in 1933 en de Riccini van de Mantovaanse tak, een lid van dit geslacht kreeg het predicaat "ad personam", is er een pauselijk document waarin de positie wordt bevestigd.
Een feodale markies heeft paus Pius VI gevraagd om bevestiging van zijn positie als markies met de baldakijn. De paus antwoordde dat de door hem gevraagde rechten terug te voeren zijn op goed heraldisch gebruik binnen de Romeinse adel, buiten de bemoeienis van de soeverein die deze gebruiken respecteert. De paus verklaarde de voorrechten als juridisch vaststaand maar merkte op dat hij deze rechten niet reguleerde. De paus bevestigde dat "sommige geleerden u terecht als de erfgenaam van deze op Romeins gewoonterecht gebaseerde maar spontaan ontstane rechten en titel zien".

## De privileges van een markies met de baldakijn
Tegenwoordig:
- De titel van Don
- Het predicaat Excellentie
- De met hermelijn gevoerde wapenmantel rond het wapenschild
- Een blauw kussen om tijdens het gebed op te knielen
- Een blauwe baldakijn of troonhemel in de ontvangstkamer van het palazzo van de markies. Als leden van de "Famiglia Pontificia" kunnen zij de regerende paus als verwant ontvangen. Deze neemt onder de baldakijn plaats op een troon met de rug naar de muur[5].
- Het recht om in documenten de pluralis majestatis ("Wij de Markies van ... bepalen enz. enz.") te gebruiken.
- De markiezen met de baldakijn hebben aan het pauselijk hof de voorrechten van een prins.
- Hun echtgenoten mogen tijdens een audiëntie de paus begroeten met een gedeeltelijk afgestroopte linkerhandschoen waar de lagere edelvrouwen hun handschoen in de hand mogen houden.
- De markies heeft het recht om de paus te groeten.
- Het recht om aan het hof een zwaard te dragen en met zijn hoed in de hand met de paus te spreken waar anderen hoed in de hal van de windroos moeten achterlaten. Tegenwoordig wordt de hoed, steek of pet op een console in de hal achtergelaten.

In het verleden
- Het recht om met twee koetsen Rome binnen te rijden

Deze privileges komen in een aantal gevallen overeen met die van een Spaanse grande. De etiquette van het pauselijk hof is sinds de jaren 60 zeer sterk vereenvoudigd. De pausen hebben de pracht en praal tot een minimum teruggebracht en veel van de erfelijke en honoraire hoogwaardigheidsbekleders zijn ontslagen. De zeer zelfbewuste zwarte adel was en is daarover teleurgesteld en de oude voorrechten worden nog steeds gekoesterd en opgesomd in de literatuur.
In de lijst van de Romeinse adel in 1899 gepubliceerd in 1902 worden de families der Patrizi, Theodoli, Costaguti, Soderini en Falconieri tot de markiezen met de baldakijn gerekend. De Serlupi werden in 1912 en de Sacchetti werden in 1932 tot de markiezen met de baldakijn geteld. De Raad voor de Heraldiek, de Consulta Araldica, heeft deze aanspraken bevestigd.
In 2000 bezaten in ieder geval vier markiezen nog voortbestaande geslachten het recht op de baldakijn. De "famiglie marchionali romane aventi il diritto di baldacchino". Het zijn de Patrizi, Serlupi, Costaguti en Theodoli.
Professor Nicholas La Marca noemt hun voortdurende aanspraak op macht en invloed in het Vaticaan en het recht van de Patrizi, Costaguti en Theodoli op erfelijke functies. De Serlupi ontlenen aan hun erfenis uit het huis der markiezen Crescenzi geen erfelijk recht op hoge charges aan het pauselijk hof.
Elders worden met een beroep op de archiefonderzoek in de bibliotheek van de Cardelli zes families genoemd; de Astalli ( nu Theodoli), Crescenzi (nu Serlupi), Costaguti (Afan de Rivera), Patrizi en Sacchetti.
Deze families zijn deel van de "Familia Pontificia"), de fictieve koninklijke familie van het Vaticaan.
Graaf Carlo Cardelli, een Romeins patriciër en een bestuurder van de Orde van Malta schreef in zijn herinneringen aan het pontificaat van Johannes Paulus II over de hedendaagse markiezen met de baldakijn en hun positie aan het hof.